# Вологостійкість

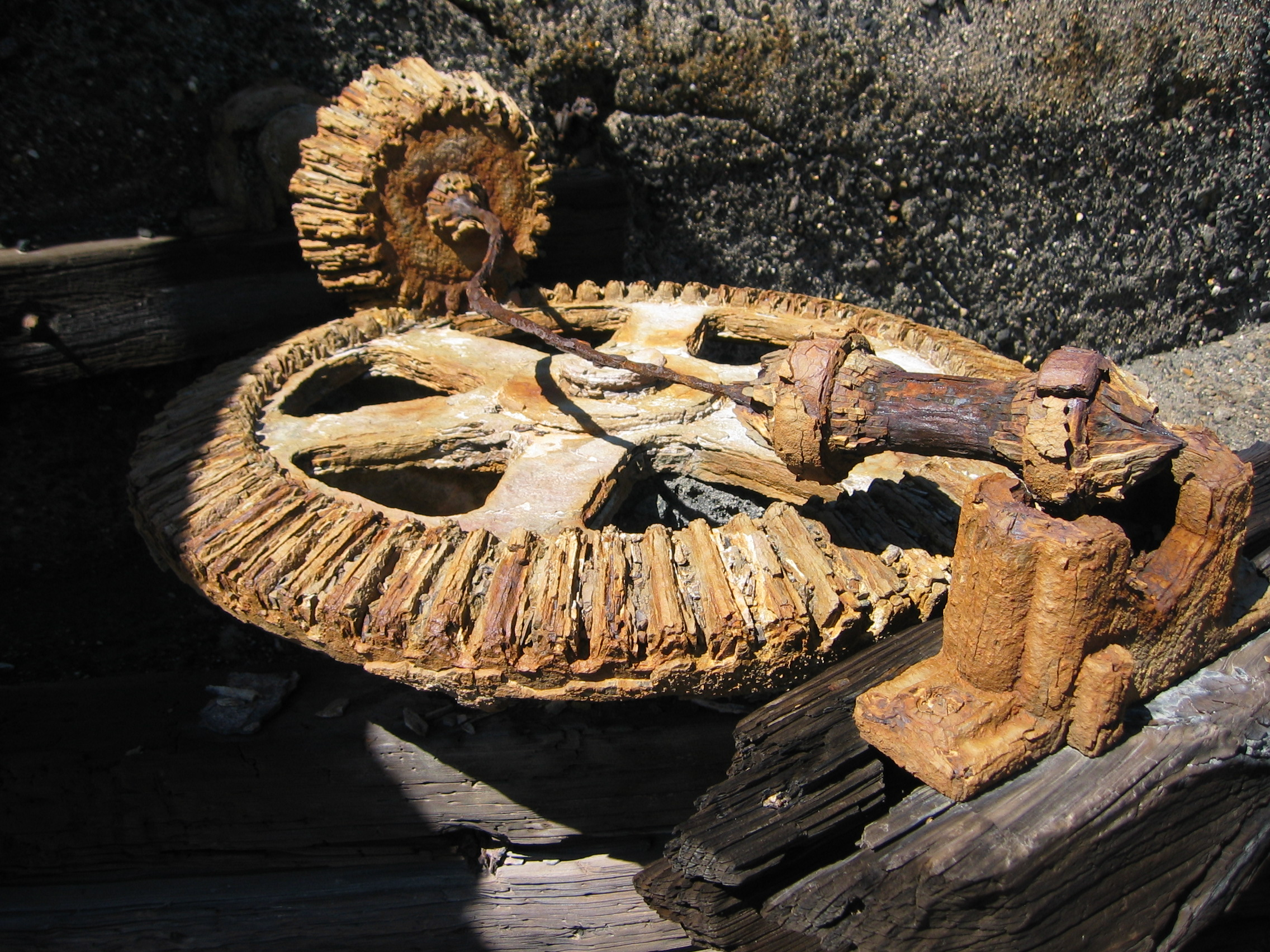
Чорний метал має низький ступінь опору до впливу води і легко піддається корозії.

Вологостійкість — ступінь опору матеріалів, покриттів і виробів до впливу води. Матеріали з високою вологостійкістю зберігають свої механічні (міцність), електричні (питомий опір, напруга пробою) та інші (наприклад, колір) властивості в умовах інтенсивного зволоження. Вологостійкими матеріалами називають матеріали, які здатні довготривало чинити опір руйнівній дії вологи, що виявляється при поперемінних зволоженнях і висиханнях, в пониженні міцності і розвитку деформацій.